# Johannes Theodor Lorenzen
Johannes Theodor Lorenzen, född 23 november 1855, död 5 maj 1884, var en dansk mineralog.

## Biografi
Lorenzen blev polyteknisk kandidat 1877 och tjänstgjorde som assistent vid mineralogiska museet i Köpenhamn från 1878, Han fastställde en mycket stor del av de sällsynta mineral från Kangerdluarsuk i Julianehåb distrikt på Grönland och beskrev dem i ett antal avhandlingar i Meddelelser om Grønland, II, IV och VII. 
Lorenzen flyttade 1883 till Stockholm för att studera geologi under professor Waldemar Christopher Brøgger vid Stockholms högskola. Han deltog i november 1883 i bildandet av Studentföreningen i Stockholm, nuvarande Stockholms universitets studentkår, och blev dess förste ordförande. Han lämnade ordförandeskapet i föreningen i mars 1884 för att delta i en vetenskaplig dansk expedition till Grönland men avled i unga år ute på Atlanten.